# Jinjiin

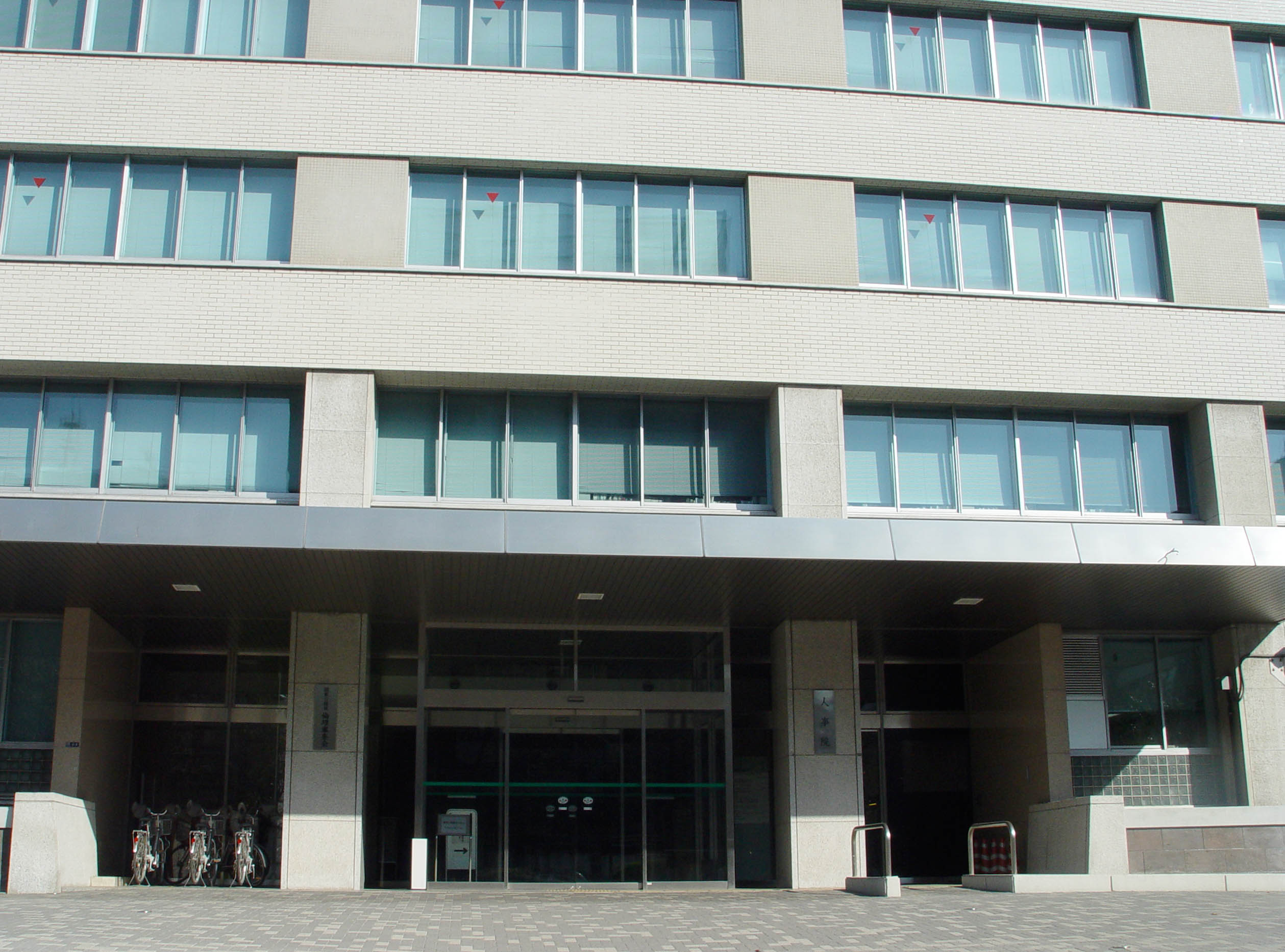
Das Hauptgebäude der Jinjiin ist ein Nebengebäude des chūō gōdō chōsha Nr. 5 im Tokioter Ministerienviertel Kasumigaseki.

Die Jinjiin (jap. 人事院, dt. etwa „Personalamt“, „-kammer“ oder „-institution“; engl. National Personnel Authority, „Nationale Personalbehörde“, kurz NPA) ist eine 1948 gegründete Institution der japanischen Zentralregierung für die Regulierung des zentralstaatlichen öffentlichen Diensts. Formal dem Kabinett zugeordnet, soll sie unabhängig vom Kabinett und den Ministerien operieren und eine beratende Rolle für die Zentralregierung einnehmen. Zu ihren Aufgaben gehören vor allem das Ausarbeiten von Einstellungs- und Ausbildungsrichtlinien für nationale Beamten, Empfehlungen an das nationale Parlament, das Kabinett, Ministerien und Behörden über die Vergütung und andere Arbeitsbedingungen im öffentlichen Dienst und das Ausarbeiten von Studien und Verbesserungsvorschlägen im öffentlichen Personalmanagement.
Rechtliche Grundlage ist das Kokka-kōmuin-hō, das „nationale Beamtengesetz“, von 1947. Vorläufer der Jinjiin war die im November 1947 eingerichtete rinji jinji iinkai (臨時人事委員会, etwa „außerordentliche Personalkommission“). Mit ihrer Einrichtung sollen Neutralität und Gerechtigkeit im öffentlichen Dienst gestärkt werden, wie sie in Artikel 15 der Nachkriegsverfassung gefordert werden, nach der Beamten zentai no hōshisha sind, also „Diener der gesamten [Gesellschaft]“.
An der Spitze der Jinjiin steht eine dreiköpfige Kommission aus drei jinjikan, von denen einer die Leitung als Präsident (sōsai) der Jinjiin übernimmt. Die drei Personalkommissare werden vom Kabinett mit Zustimmung des nationalen Parlaments berufen, sie sind ninshōkan, werden also wie z. B. Kabinettsmitglieder formal vom Tennō ernannt. Über ein Generalsekretariat (jimu-sōkyoku) unterstehen der Leitung die fünf Sachabteilungen, neun Regionalbüros sowie das kōmuin kenshūjo („Beamtenausbildungsstätte“, engl. National Institute of Public Administration). Außerhalb der Hierarchie steht das vierköpfige kokka kōmuin rinri shinsakai (etwa „Ethikkomitee für nationale Beamten“, engl. National Public Service Ethics Board), das die Ethikvorschriften für den öffentlichen Dienst weiterentwickelt und Verstöße untersucht und ahndet.